# Dragon Quest VI : Le Royaume des songes
Dragon Quest VI (ドラゴンクエストVI 幻の大地, Doragon Kuesuto Shikkusu Maboroshi no Daichi, lit. Dragon Quest VI: La Terre de l'illusion) est un jeu vidéo de rôle développé par Heartbeat pour l'éditeur japonais Enix. Il sort sur Super Famicom en décembre 1995 au Japon.
Le jeu bénéficie d'un remake en 3D développé par Arte Piazza pour la console portable Nintendo DS. Cette version est sortie courant 2010 au Japon et courant 2011 dans le reste du monde. Il fut renommé Dragon Quest VI : Le Royaume des songes à cette occasion.

## Trame

### Synopsis
Le jeu commence autour d'un feu de camp. Le héros est réveillé par Émilie, une mage puis ils sont rejoints par Olivier, le gros costaud. Ils montent sur le dos d'un dragon et partent vers le château de Meurtor, le roi des ténèbres. Leur but est de détruire ce dernier pour ramener la paix sur Terre. Mais Meurtor est très puissant, et les fera disparaître. Après cette confrontation, le héros se retrouve chez une petite fille, sa petite sœur nommée Mélodie, dans le Pic des Tisseurs...
Dragon Quest VI est le troisième opus de la trilogie de Zénithia.

### Personnages
- Le Héros : Qui est en fait le jeune prince de Somnia qui doit battre Meurtor le roi du mal. Mais Meurtor n'est pas le responsable des monstres et ils doivent battre Mortamor pour ramener la paix dans le monde. Il découvrira sa véritable identité lors de sa quête.
- Émilie (Mireille en VO) : Une jeune fille mystérieuse, diseuse de bonne aventure qui aidera le Héros à combattre le mal. Elle vit chez madame Luce dans une petite cabane en bois. Elle est la sœur de Tommy, ils viennent tous deux de Brigandia.
- Olivier (Hassan en VO) : Un jeune homme musclé qui a quitté sa famille pour aider le Héros à combattre le mal. Il est originaire de Port abbri.
- Laura (Barbara en VO) : Vous la rencontrez dans la tour du miroir de Ra, elle rejoindra l'équipe pour combattre le mal. Elle est en fait née à Sorcéria.
- Francis : Un apprenti magicien, jeune prodige du village de Paradisia, il est très intelligent.
- Amos (Amos en VO) : Il rejoindra votre équipe durant la quête annexe à Monstria, il est atteint d'une sorte de lycanthropie après s'être fait mordre par un montre, il n'est pas obligatoire qu'il rejoigne votre équipe.
- Tommy (Terry en VO) : Un guerrier solitaire sous les ordres de Dragore, il doit éliminer le Héros pour l'empêcher de tuer Mortamor qui est en train de conquérir le monde. Mais après avoir tué Dragore, Tommy rejoint l'équipe pour combattre le mal. Il est le frère d’Émilie, ils viennent tous deux de Brigandia.

## Système de jeu
Le jeu propose un système de combat au tour par tour et reprend le système de classes qui avait disparu dans Dragon Quest V.

## Ventes
La version Super Nintendo s'écoule à plus de 3,2 millions d'exemplaires au Japon.
Sur Nintendo DS, du 25 au 31 janvier première semaine de commercialisation au Japon, le jeu s'est vendu à 906 000 unités, conformément aux estimations de Square-Enix qui s'attendait à 1 million d'exemplaires écoulés.

## Accueil
Version Super Famicom
Consoles + (n°51) : 84%

## Fiche technique
- Réalisation : Manabu Yamana
- Scenario : Yuji Horii
- Character Design : Akira Toriyama

Logo original du jeu.

- Design des monstres : Akira Toriyama, Katuyoshi Nakatsuru
- Design des graphismes : Shintarou Majima, Takashi Yasuno
- Game Design : Yuji Horii
- Programme principal : Manabu Yamana
- Musiques : Koichi Sugiyama